# ナタン・イェリン＝モル
ナタン・イェリン＝モル（ヘブライ語: נתן ילין-מור、英語: Nathan Yellin-Mor、出生時の名前はナタン・フリードマン＝イェリン、英語: Nathan Friedman-Yellin、1913年 - 1980年2月19日）は、修正シオニズム活動家。レヒの指導者。イスラエルの政治家。
後年、彼は徹底的な平和主義者となり、アラブ・イスラエル紛争におけるPLOとの交渉を支持し、大きな譲歩案を提示するなどしている。

## 経歴
フリードマン＝イェリンはロシア帝国のグロドノ（現ベラルーシ領、ベラルーシ語ではフロドナ）に生まれた。彼はワルシャワ工科大学（Warsaw University of Technology）で工学を学び、ポーランドでベタル（シオニズムの青年運動）とイルグンに参加した。1938年から1939年の間、彼はアヴラハム・シュテルン（ヤイール）と共に、ポーランドのイルグンの新聞である『ディ・タト（国家）』の共同編集に参加していた。
彼はシュテルンと共に、当時イギリス統治領だったパレスチナに密か移住し、レヒに入団した。1941年12月、彼はナチスの代表に会い、イギリスと対立するナチスの力になる代わりに、東欧のユダヤ人の多くを解放する交渉を行うため、トルコに向かうことを決めた。彼の作戦は、彼がシリアで拘束されたことで頓挫してしまった。本国へ送還された後も、彼は19人の仲間と共に70メートルのトンネルを掘ったラトルン（Latrun）で、イギリス当局に拘留されたが、1943年には脱走した。アヴラハム・シュテルンの死後、彼はレヒの三頭体制のリーダーの1人となり、レヒの思想の指南役だったイスラエル・エルダド、作戦を指揮したイツハク・シャミルと方を並べる存在となった。イェリン＝モルはレヒの政治的な利益を計った。

1949年の写真。中央がナタン・イェリン＝モル。釈放後、アッコ刑務所の前で。

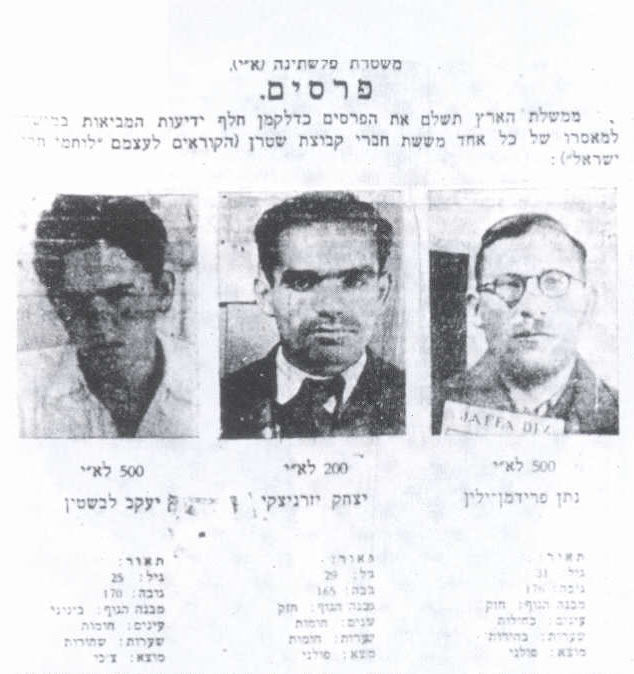
レヒ構成員の指名手配写真。右端の人物がイェリン＝モル

彼はウォルター・モイン（モイン卿、Lord Moyne）殺害計画の発案者の1人だった。彼はイギリスへの反発を国際的背景に見て、「パレスチナ・アラブ人」や他のアラブ人など、反植民地主義者（反英主義者）の力を借りて共同作戦を行うことを唱導した。デイル・ヤシーン事件の後、彼はエルダドとは対立することになった。
1948年に彼は、戦闘者リスト（Fighters List）という政党を立ち上げた。そして、政党はクネセト選挙（第一クネセト）で1議席を獲得し、彼は当選を果たした。1949年から1951年まで彼は国内問題委員会のメンバーとなった。1949年、彼は1948年の国連大使のフォルケ・ベルナドッテの暗殺事件について有罪判決を受けた。しかし、彼の政党が議席を得たことで、彼は特赦を受けた。
1949年に彼はパレスチナの分割について、「祖国を物々交換に出すようなもの」と批判した。そして、「パレスチナ人の帰還権利」については反対した。後に彼は左派寄りに向かうこととなり、ソ連寄りの外交政策を主張したため、一部の元レヒ軍人らはソヴィエト寄りの姿勢に戻った。彼はまた、心機一転する形で後生を「パレスチナ人」との和解とPLOとの交渉の働きかけに捧げた,。

## 関連書籍
- Yellin-Mor, Nathan (1974). Fighters for the Freedom of Israel – Personalities, Ideas, and Adventures. Jerusalem: Shiḳmonah （ヘブライ語）
- Yellin-Mor, Nathan (1990). The ere years. Tel Aviv: Kineret. ISBN 9789652862372 （ヘブライ語）